# 南美草原貓
南美草原貓 （学名：Leopardus colocola） 是一種南美洲中西部草原上的小型貓科動物，分布在安第斯山兩側地區，共有七個亞種。
南美草原貓體型很小，一般體長只有55-70厘米，体重3-7公斤。體毛顏色多爲灰色，黃色和暗褐色，並有暗褐色的條紋。通常一胎兩仔，平均壽命爲9到16年。